# Monumental Lorenzo Garza
La Monumental Lorenzo Garza también llamada Plaza de toros Monumental Lorenzo Garza de Monterrey es una plaza de toros de primera categoría situada en Monterrey, en el estado de Nuevo León en México.

## Descripción
Capacidad para 15.000 personas. El techado data de 1970. Frente a la plaza se encuentra la escultura a Eloy Cavazos.

## Historia
El testimonio más antiguo de la tauromaquia en Monterrey data de 1798 en un corral o plaza temporal para la celebración de festejos. Posteriormente existieron diversas plazas de carácter permanente o temporal como plaza del Convento o plaza Escuela Real, plaza Cinco de Mayo, plaza Santa Lucía (1893), plaza Monterrey, placita Guadalupe (1931), plaza Cadereyta Jiménez (1931), plaza La Feria o El Coliseo (1937), que se inauguró con un cartel mano a mano entre Armillita y Lorenzo Garza. Además, la ciudad cuenta con la plaza Sebastián Medina o Los Jacales.
La primigenia plaza, denominada El Coliseo y que databa de 1937, fue destruida por un incendio en 1952. La actual plaza se inauguró el 17 de noviembre de 1963 con corrida inaugural para los diestros con para Juan Silveti Reynoso, Juan García Mondeño y Mauro Liceaga con toros de La Punta. En sus más de ochenta años de historia por la plaza han pasado las figuras del toreo mundial como Pepe Luis Vázquez, Antonio Bienvenida, Diego Puerta, Pablo Hermoso de Mendoza, El Juli, El Cordobés, Manolo Martínez, Lorenzo Garza, Manuel Capetillo, Talavante o César Rincón.
El empresario que gestiona la plaza es ETMSA, del potentado Alberto Baillères. Entre los últimos triunfos obtenidos en la plaza señalar las puertas grandes para Enrique Ponce, Guillermo Hermoso de Mendoza (2019), Luis David, Diego Silveti, El Payo y Joselito Adame (2022) y el indulto en 2019 de Gerardo Adame al toro Pico Chulo de la ganadería Santa Bárbara.